# Kim Sung-joo
Kim Sung-joo (en hangul: 김성주, chino: 金圣柱/Jin Sheng Zhu; Incheon, 16 de febrero de 1994), más conocido como Sungjoo, es un cantante y actor surcoreano. Es principalmente conocido por ser miembro del grupo surcoreano-chino Uniq.

## Biografía
Kim Sung-joo nació el 16 de febrero de 1994 en Incheon, Corea del Sur. 
Asistió al Anyang Arts School, y habla con fluidez coreano, chino mandarín y japonés (básico).
El 9 de marzo del 2020 anunció que iniciaría su servicio militar obligatorio.

## Carrera
Es miembro de las agencias Starship Entertainment en Corea del Sur y de Yuehua Entertainment en China. Desde 2014 es miembro de la banda china-surcoreana Uniq en donde es el rapero y vocalista del grupo, Sungjoo es líder del grupo cuando están en Corea. El grupo también está conformado por Zhou Yixuan (líder en China), Li Wenhan, Cho Seung-youn y Wang Yibo.
Fue modelo para la marca de ropa deportiva china "Turbo" junto a sus compañeros de Uniq y Nana de After School. En 2016, se unió al elenco principal de la serie china Magical Space-Time donde dio vida a Peng Zhendong. En junio lanzó el tema "Flying At Night" para el soundtrack de la película animada "Sunduck". Ese mismo año se anunció que se había anunciado que se había unido al elenco de la versión china de la serie Youth Over Flowers.
En 2017, participaría en el elenco principal de la serie china Pretty Li Hui Zhen, sin embargo, debido a las restricciones del Hallyu de China, no pudo participar en el drama.
En marzo del mismo año se unió al elenco de la serie surcoreana The Liar and His Lover, donde dio vida a Yoo Si-hyun, el líder y vocalista de la popular banda "Crude Play", quien está enamorado de Yeon Soo-yeon (Lee Ha-eun), hasta el final de la serie en mayo de 2017. En agosto del mismo año se unió elenco recurrente la serie Live Up to Your Name, Dr. Heo (también conocida como Deserving of the Name).
En septiembre de 2018 se unió al elenco recurrente de la serie Terius Behind Me, donde interpreta el personaje de Ro Da-woo, un hacker genio que es rebelde y está enamorado de Yoo Ji-yeon (Im Se-mi).

## Filmografía

### Series de televisión
| Año  | Título                 | Personaje          | Notas        |
| ---- | ---------------------- | ------------------ | ------------ |
| 2016 | Magical Space-Time     | Peng Zhendong      | -            |
| 2016 | Female President       | Amigo de Leng Feng | -            |
| 2017 | The Liar and His Lover | Yoo Si-hyun        | 16 episodios |
| 2017 | Live Up to Your Name   | Dr. Kim Min-jae    | -            |
| 2018 | Terius Behind Me       | Ro Da-woo          | 32 episodios |

### Películas
| Año  | Título       | Personaje | Notas                                             |
| ---- | ------------ | --------- | ------------------------------------------------- |
| 2016 | MBA Partners | Lucas     | junto a Yao Chen, Tiffany Tang, Hao Lei y Li Chen |
| -    | This is Life | -         | -                                                 |
| 2017 | Step Up 6    | -         | -                                                 |

### Programas de televisión
| Año         | Programa    | Notas                   |
| ----------- | ----------- | ----------------------- |
| 2015        | Day Day Up  | invitado - junto a Uniq |
| 2015 - 2016 | Let's Go    | miembro                 |
| 2016        | Flower Gods | miembro                 |

### Eventos
| Año  | Título            | Notas                                  |
| ---- | ----------------- | -------------------------------------- |
| 2019 | YH Family Concert | junto a UNIQ (Wang Yibo y Zhou Yixuan) |